# Atractocoma
Atractocoma is een vliegengeslacht uit de familie van de roofvliegen (Asilidae).

## Soorten
- A. nivosa Artigas, 1970